# Gaetano Fiorio
Gaetano Fiorio (Verona, 2 settembre 1744 – Venezia, 25 agosto 1807) è stato un attore teatrale e commediografo italiano.

## Biografia
Gaetano Fiorio in gioventù studiò pittura, ma presto, dopo un trascorso filodrammatico, passò alla recitazione comica, lavorando con grande consenso  nella compagnia di Girolamo Medebach e del Battaglia.
Con il Medebach recitò a Venezia, insieme a Maddalena Battaglia, la Semiramide di Voltaire e l'Amleto ridotto da Ducis.
Della stessa Battaglia e di suo marito, Carlo, fu poi socio; infine guidò una sua compagnia.
Commediante pregevole, fu il primo Olivo nell'Olivo e Pasquale di Antonio Simeone Sografi, testo poi diventato famoso.
Compose parecchie commedie, che nella maggior parte col titolo di Trattenimenti teatrali raccolse in 4 volumi tra il 1791 e il 1797. Le sue opere si caratterizzarono per tematiche prese dal costume contemporaneo e dalla storia.
Più notevoli sono Carlo Goldoni fra' comici, Il matrimonio di Carlo Goldoni e Introduzione comica, nella quale dipinge al vivo i costumi dei commedianti.
In La vedova medico e filosofo fu influenzato e ispirato da Molière.

## Opere
- Trattenimenti teatrali 4 volumi 1791-1797
- Carlo Goldoni fra' comici;
- Il matrimonio di Carlo Goldoni;
- Introduzione comica.